# Чёрно-белый дом
«Чёрно-белый дом» (англ. The House of Black and White) — второй эпизод пятого сезона фэнтезийного сериала канала HBO «Игра престолов» и 42-й во всём сериале. Сценарий к эпизоду написали создатели сериала Дэвид Бениофф и Д. Б. Уайсс, а режиссёром стал Майкл Словис. Премьера состоялась 19 апреля 2015 года. До выхода в эфир, этот эпизод вместе с первыми из четырёх эпизодов утекли онлайн.

## Сюжет

### В Королевской Гавани
Серсея (Лина Хиди) и Джейме (Николай Костер-Вальдау) получают послание из Дорна: статуэтку змеи с ожерельем в зубах. Серсея говорит брату, что ожерелье принадлежит их дочери Мирцелле, которую их брат Тирион отправил в Дорн, будучи Десницей короля. Джейме обещает отправиться в Дорн и вернуть их дочь. Он встречается с Бронном (Джером Флинн), который отправился в замок Стокворт со своей невестой Лоллис (Элизабет Кадуоллейдер). Джейме даёт Бронну письмо, в котором говорится, что он не женится на Лоллис. Когда тот напоминает о своей сделке с Серсеей, Джейме отвечает, что в случае участия в спасении Мирцеллы, Бронна ожидает брак с женщиной из более высокого рода с большим замком.
Серсея встречается с двумя охотниками, которые принесли ей отрубленную голову карлика, но к её сожалению, это не голова Тириона. Квиберн (Антон Лессер) просит голову для своих исследований и затем вместе с Серсеей уходит на собрание малого совета, где она объявляет о назначении себя Десницей короля, пока Томмен не выберет нового. Она назначает Мейса Тирелла (Роджер Эштон-Гриффитс) новым Мастером над монетой и Квиберна новым Мастером над шептунами. Когда Серсея пытается назначить своего дядю Кивана (Иэн Гелдер) новым Мастером над войной, тот отказывается, указывая на отсутствие у неё достаточной власти и не желая служить в совете, переполненном подхалимами. Вопреки «приказу» Серсеи Киван заявляет о возвращении в Утёс Кастерли, где будет до прямого указа Томмена.

### На Стене
В библиотеке Ширен Баратеон (Керри Инграм) обучает Лилли (Ханна Мюррей) чтению, пока её мать Селиса (Тара Фицджеральд) не приказывает ей остановиться. Джона (Кит Харингтон) отчитывает Станнис (Стивен Диллэйн) за проявление милосердия к Мансу. Затем он показывает Джону письмо с Медвежьего острова, заявляя, что родственники бывшего лорда-командующего Джиора Мормонта признают только Старка своим королём. Сир Давос (Лиам Каннингем) говорит Джону, что Ночной Дозор выберет нового лорда-командующего этой ночью и что почти все уверены, что победит сир Аллисер (Оуэн Тил). Станнис предлагает Джону присягнуть ему, за это он узаконил бы Джона, сделав его Старком и дав ему Винтерфелл.
В большом зале Джон говорит Сэму (Джон Брэдли), что он откажется от предложения Станниса, так как дал клятву Ночному Дозору. После этого мейстер Эймон (Питер Вон) просит обсудить возможных кандидатов на должность лорда-командующего. Янос Слинт (Доминик Картер) советует своим братьям проголосовать за сира Аллисера как единственный правильный выбор. Другой человек (Дерек Лорд) выдвигает кандидатуру Дениса Маллистера (Дж. Дж. Мёрфи). Перед самым началом голосования Сэм произносит речь, рассказывая о трусости Слинта во время обороны замка и предлагая проголосовать за Джона Сноу, благодаря которому была одержана победа. Подсчёт голосов после завершения голосования показывает ничью между Джоном и сиром Аллисером. Мейстер Эймон отдаёт решающий голос в пользу Джона, делая его новым лордом-командующим Ночного Дозора.

### В Долине
Бриенна (Гвендолин Кристи) и Подрик (Дэниел Портман) останавливаются в гостинице. За обедом Подрик замечает в дальнем конце зала Сансу (Софи Тёрнер) и Петира Бейлиша (Эйдан Гиллен) с вооружённым эскортом. Бриенна приказывает Подрику подготовить лошадей, а сама направляется к Петиру и Сансе. После того как Петир позволяет ей подойти, Бриенна предлагает свою службу и клянётся жизнью Сансе. Когда Петир обвиняет её в убийстве Ренли Баратеона, Бриенна отвечает, что Ренли убила тень с лицом Станниса. Санса говорит Бриенне, что она не хочет её защиты и просит её уйти. Петир пытается задержать Бриенну, но она с Подриком спасается бегством. Превосходящие их числом стражники бросаются в погоню, и Бриенна с Подриком разделены. Бриенна видит, как Санса и Петир с эскортом покидают гостиницу. Она находит Подрика и убивает обоих его преследователей. Подрик предлагает перестать преследовать Сансу, так как она отказалась от их помощи, но Бриенна непреклонна в том, что Санса не будет в безопасности с лордом Бейлишем.

### В Браавосе
Арья (Мэйси Уильямс) прибывает в Браавос, и капитан корабля Тернесио Терис (Гари Оливер) доставляет её к Чёрно-белому дому. Её поворачивает прочь привратник, даже после того, как она показывает ему железную монету Якена Хгара (Том Влашиха). Проведя ночь сидя перед Домом, она бросает монету в воду и уходит. На улице голодная Арья сталкивается с ворами и готовится биться с ними, но воры убегают при появлении привратника. Он провожает её обратно в Чёрно-белый дом, даёт ей железную монету, меняет своё лицо на лицо Якена и сообщает Арье, что она должна стать никем, а затем впускает её в Дом.

### В Дорне

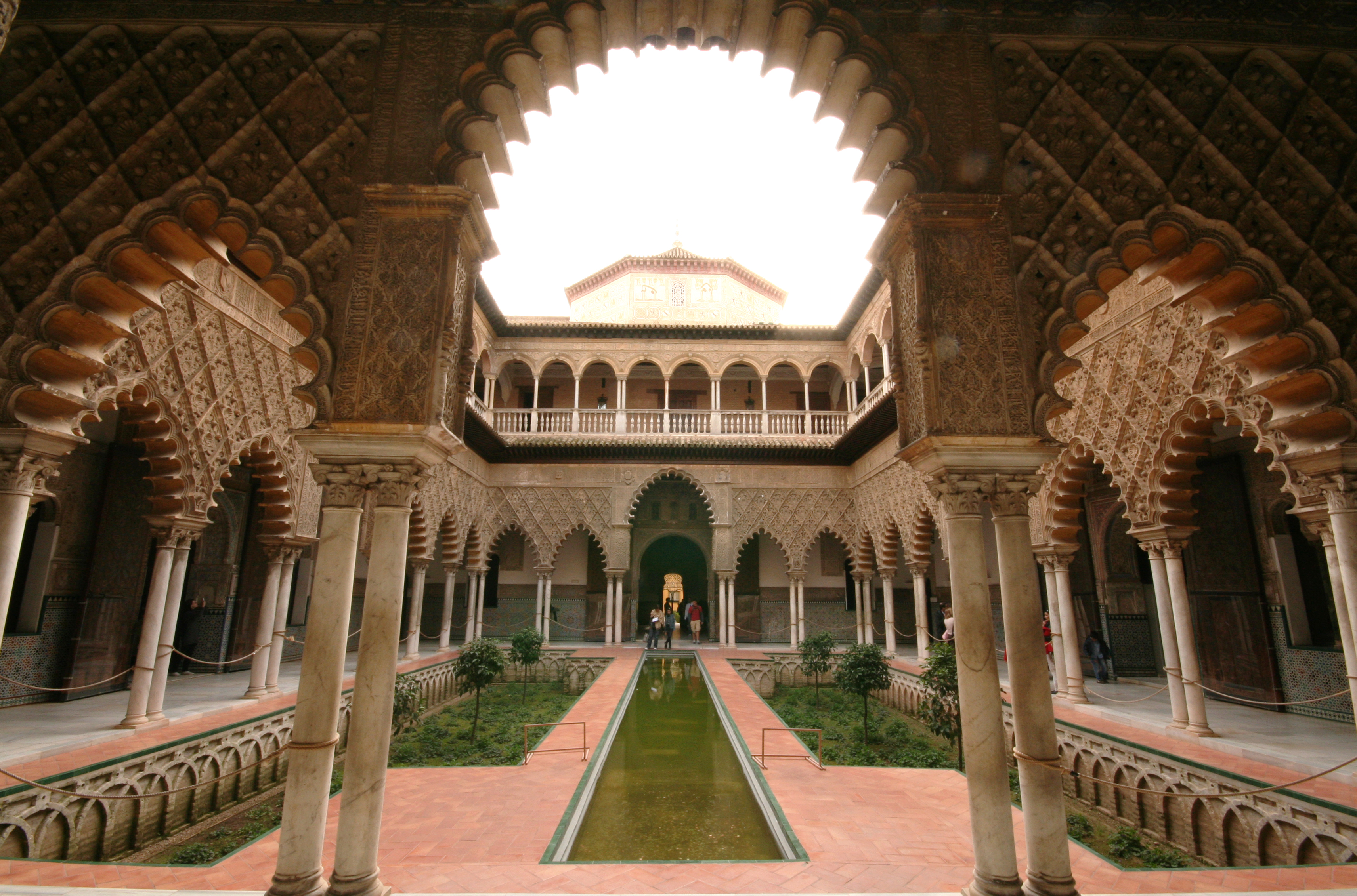
Севильский Алькасар был использован для изображения Водных Садов Дорна.

Эллария Сэнд (Индира Варма) наблюдает за Тристаном Мартеллом (Тоби Себастьян) и Мирцеллой Баратеон (Нелл Тайгер Фри) издалека, прежде чем встретиться с Дораном Мартеллом (Александр Сиддиг). Она требует ответных мер за убийство принца Оберина, хотя Доран напоминает ей, что смерть Оберина на суде поединком не считается убийством. Когда она просит выместить месть на Мирцелле, Доран отказывает ей, и она уходит, тонко предупреждая Дорана, что он не будет править вечно.

### За Узким морем
Путешествуя в Волантис, Тирион (Питер Динклэйдж) и Варис (Конлет Хилл) обсуждают краткое пребывание первого на посту Десницы короля. Тирион скорбит о том, что он не покинул Королевскую Гавань с Шаей, когда у них был шанс, но говорит Варису, что он наслаждался службой Десницы.
В Миэрине Даарио Нахарис (Михиль Хаусман) помогает Серому Червю (Джейкоб Андерсон) в поимке члена Сынов Гарпии. Моссадор (Рис Ной) умоляет Дейенерис (Эмилия Кларк) казнить их пленного, но сир Барристан (Иэн Макэлхинни) рассказывает ей, как Безумный король казнил своих врагов, в том числе сжигая их диким огнём, смеясь в это же время. Сир Барристан просит её не убивать пленного без справедливого суда, и она соглашается с ним. Моссадор идёт против её желания, забирает Сына Гарпии из тюрьмы и убивает. Дейенерис публично казнит его, что приводит к недовольству толпы и беспорядкам, вспыхнувшим между старыми хозяевами и освобождёнными рабами; Безупречные уводят её под своей защитой. Ночью Дейенерис обнаруживает, что вернулся Дрогон, но когда она пытается дотронуться до его морды, он улетает прочь.

## Производство

### Сценарий

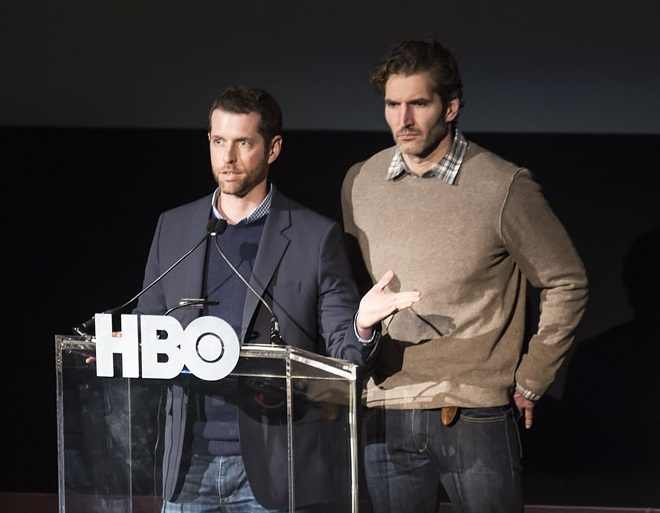
Сценарий к эпизоду написали создатели сериала Дэвид Бениофф и Д. Б. Уайсс.

Сценарий к эпизоду был написан исполнительными продюсерами Дэвидом Бениоффом и Д. Б. Уайссом и содержит содержимое из трёх романов Джорджа Р. Р. Мартина, «Бури мечей», глав Джон XI и Джон XII, «Пира стервятников», глав Арья I, Капитан Гвардии, Серсея IV и частично Серсея II, и «Танца с драконами», глав Тирион II и частично Джон I.
Как и в предыдущем эпизоде, несколько сцен были специально написаны для «Чёрно-белого дома» и не появляются в книгах. Например, Майлз Макнатт из The A.V. Club прокомментировал сцену, в которой Бриенна встречает Сансу, которая отклоняет её предложение о помощи и защите, сказав, что создаёт кризис, касающийся цели персонажа.

### Кастинг
С этого эпизода, Том Влашиха (Якен Хгар) и Индира Варма (Эллария Сэнд) повышены до актёров основного состава. Влашиха возвращается после отсутствия в несколько лет (со второго сезона). Эпизод также представляет новых повторяющихся актёров: Александра Сиддига, который играет Принца Дорнийского, Дорана Мартелла, ДеОбия Опарей, который играет его телохранителя, Арео Хотаха, и Тоби Себастьяна, который играет сына Дорана, Тристана Мартелла, в то время как Нелл Тайгер Фри заменяет Эйми Ричардсон в роли повторяющегося персонажа Мирцеллы Баратеон.

## Реакция

### Телерейтинги
«Чёрно-белый дом» посмотрели 6.81 миллионов американских зрителей во время первого показа.

### Реакция критиков
Эпизод получил положительные отзывы. Мэтт Фоулер из IGN дал эпизоду оценку 8.8/10, указывая, что «„Чёрно-белый дом“ был значительно лучше чем премьера пятого сезона. Он не только вернул Бронна и Арью в сюжет и представил Дорн… в нём содержится много моментов для Бриенны, Дени и Джона.» Эпизод получил 96% на Rotten Tomatoes, со средним рейтингом 8.1/10, а его консенсус гласит, что «Отталкиваясь от открывателя сезона, „Чёрно-белый дом“ повышает интенсивность, призывая некоторых основных персонажей делать некоторые тяжёлые решения.»